# Domenico Gallo (compositore)
Domenico Lorenzo Gallo Beltrame (Venezia, 10 aug 1723 – Groppo, Ligure, 1781) è stato un compositore e violinista italiano.
Compose musica sacra, sonate, e concerti per violino. Molti dei suoi lavori furono erratamente attribuiti a Giovanni Battista Pergolesi, a partire da alcune sonate utilizzate nel Pulcinella di Stravinskij.